# Джеймс Космо
Джеймс Космо (англ. James Cosmo; нар. 24 травня 1948, Клайдбанк, Велика Британія) — шотландський теле та кіноактор. Найвідоміший своїми ролями у фільмах «Горець», «Хоробре серце», «На голці», «Троя», «Хроніки Нарнії: Лев, чаклунка та шафа», «Бен-Гур», «Диво-жінка», а також у телесеріалах «Гра престолів» та «Сини анархії».

## Вибрана фільмографія
| Рік       |    | Українська назва                      | Оригінальна назва                                              | Роль                                |
| --------- | -- | ------------------------------------- | -------------------------------------------------------------- | ----------------------------------- |
| 1969      | ф  | Битва за Британію                     | Battle of Britain                                              | Джеймі                              |
| 1971      | ф  |                                       | Assault                                                        | сержант Біл                         |
| 1972      | ф  | Молодий Вінстон                       | Young Winston                                                  | офіцер у поїзді                     |
| 1986      | ф  | Горець                                | Highlander                                                     | Ангус Маклауд                       |
| 1990      | тф | Острів скарбів                        | Treasure Island                                                | Редрут                              |
| 1995      | ф  | Хоробре серце                         | Braveheart                                                     | Кемпбелл                            |
| 1996      | ф  | На голці                              | Trainspotting                                                  | Містер Рентон                       |
| 1996      | ф  | Емма                                  | Emma                                                           | Містер Вестон                       |
| 2000      | с  | Десяте королівство                    | The 10th Kingdom                                               | Сліпий лісовик                      |
| 2002      | ф  | Чотири пера                           | The Four Feathers                                              | Полковник Сатч                      |
| 2004      | ф  | Троя                                  | Troy                                                           | Главк                               |
| 2005      | ф  | Малюк Боббі                           | The Adventures of Greyfriars Bobby                             | Джеймс Браун                        |
| 2005      | ф  | Хроніки Нарнії: Лев, чаклунка та шафа | The Chronicles of Narnia: The Lion, the Witch and the Wardrobe | Фазер Крістмас                      |
| 2007      | с  | Суто англійські вбивства              | Midsomer Murders                                               | Джек Маккінлі                       |
| 2007      | ф  | Останній легіон                       | The Last Legion                                                | Гротгар                             |
| 2009      | кф | 2081                                  | 2081                                                           | Джордж Бержерон                     |
| 2009      | с  | Мерлін                                | Merlin                                                         | Генгіст                             |
| 2010      | с  | Касл                                  | Castle                                                         | Фінн Рурк                           |
| 2010      | с  | Сини анархії                          | Sons of Anarchy                                                | Батько Келлан Ешбі                  |
| 2011—2013 | с  | Гра престолів                         | Game of Thrones                                                | Сер Джіор Мормонт                   |
| 2016      | ф  | Бен-Гур                               | Ben-Hur                                                        | Квінтус                             |
| 2016—2019 | с  | Даррелли                              | The Durrells                                                   | капітан Кріч                        |
| 2017      | ф  | Т2 Трейнспоттінг                      | T2: Trainspotting                                              | Містер Рентон                       |
| 2017      | ф  | Диво-жінка                            | Wonder Woman                                                   | Польовий маршал Гейг                |
| 2018      | ф  | Наосліп                               | In Darkness                                                    | Ніалл                               |
| 2018      | ф  | Король поза законом                   | Outlaw King                                                    | Роберт де Брюс, 6-й лорд Аннандейла |
| 2019      | с  | Чорнобиль                             | Chernobyl                                                      | шахтар                              |
| 2019      | ф  | Глибинне зло                          | The Hole in the Ground                                         | Дес Брейді                          |
| 2019      | с  | Темні матерії                         | His Dark Materials                                             | Фардер Корам                        |